# Nina Malterud
Nina Malterud, född 28 oktober 1951 i Oslo, är en norsk keramiker och professor i konst. Hon utbildade sig vid Statens håndverks- og kunstindustriskole 1971–1974, och arbetade därefter i 20 år som konstnär vid Frysja Kunstsenter i Oslo. Hon har sedan 1994 varit professor och ledare för keramiklinjen vid Statens Høgskole for Kunsthåndverk og Design i Bergen, utöver sin konstnärliga praktik. Under åren 1999–2002 var hon studierektor, och 2002–2010 rektor vid Konsthögskolan i Bergen.
Som konstnär har hon producerat en lång rad utställningar och beställningsverk. De första 20 åren av sin karriär jobbade hon vid Frysja Kunstsenter i Oslo, där hon bland annat gjorde flera utställningar och projekt i samarbete med Beth Wyller och Lisbet Dæhlin. Hon är känd för att basera sin konst på välkända keramiska former som koppar, skålar, tallrikar och kakel, och medan hennes tidiga arbeten hade försiktig ornamentik, matt yta och jordnära färger, är henne senare arbeten mer färgglada med glaserade ytor och mer abstrakta uttryck. Många av hennes verk har under årens lopp köpts av de norska konsthantverksmuseer och andra norska samlingar.
1979 var Nina Malterud initiativtagare till tidskriften Kunsthåndverk och satt i redaktionen fram till 1987. Hon har skrivit en rad texter till utställningar och kataloger, och är också en aktiv konstkritiker. Utöver detta har hon under många år varit mycket viktig i diskursen kring konstnärlig forskning inom den akademiska världen, och i detta sammanhang publicerat flera artiklar i vetenskapliga tidskrifter.
Malterud var central i skapandet av Program for kunstnerisk utviklingsarbeid (Program för konstnärlig forskning), vilket skedde  2003 och har suttit i styrelsen för programmet fram till 2014. Hon har också medverkat i en mängd olika uppdrag i samband med rapporter om, och utvärderingar av högre utbildning inom konst.
Hon har fått flera utmärkelser och stipendier, bland annat Statens treåriga arbetsstipendium 1979–1981, A.C. Houens minnesfond 1985, Norske Kunsthåndverkeres vederlagsstipend (Norska Konsthantverkares pris) 1989 och Norske Kunsthåndverkeres ærespris (Norska Konsthantverkares hederspris) 2005.

## Publikationer
- Malterud, Nina (2013). Supervisors’ Support – Some Specific Challenges. SHARE Handbook for Artistic Research Education, sid:60–65
- Malterud, Nina og Anne Britt Ylvisåker (2002). Brennpunkt Bergen. Keramikk 1950–2000. Kunsthøgskolen i Bergen/ Permanenten Vestlandske Kunstindustrimuseum. Bergen.
- Malterud, Nina (2009). Can You Make Art without Research? I Art and Art Research, Zürich University of the Arts.
- Malterud, Nina (2012). Kunstneriske utviklingsarbeid – nødvendig og utfordrende., Nordic Journal of Art and Research. Vol 1